# Josef Antonín Hůlka

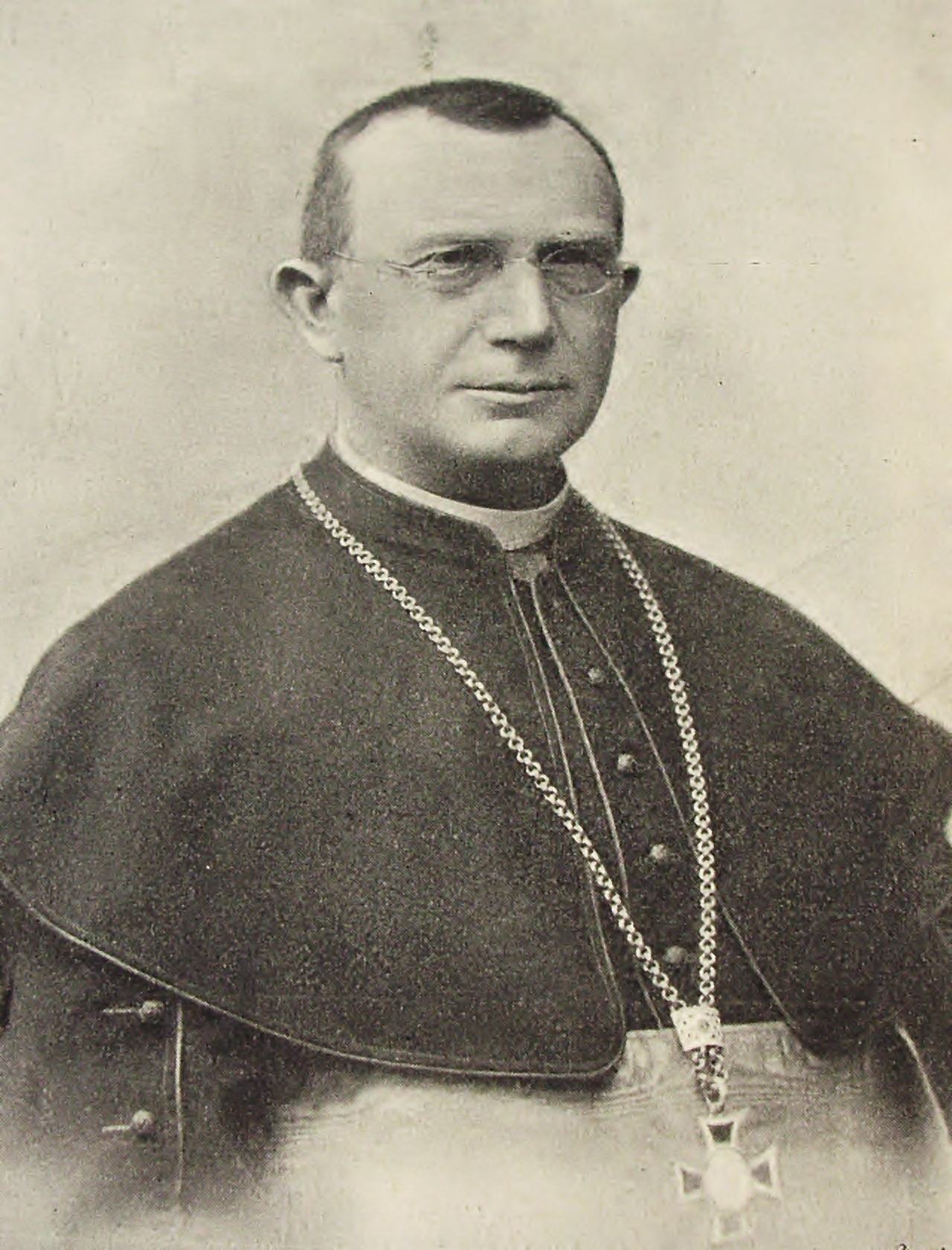
Josef Antonín Hůlka

Josef Antonín Hůlka (* 10. Februar 1851 in Velenovy; † 10. Februar 1920 in Budweis) war Bischof von Budweis.

## Leben
Josef Antonín Hůlka empfing am 18. Juli 1875 in Budweis die Priesterweihe. Als Kanoniker des dortigen Domkapitels wurde er später zum Kanzler des Konsistoriums berufen. 
Nach dem Tod des Budweiser Bischofs Martin Josef Říha ernannte Franz Joseph I., dem das Nominationsrecht in seiner Eigenschaft als Kaiser von Österreich zustand, am 4. Dezember 1907 Josef Antonín Hůlka zu dessen Nachfolger. Am 16. Dezember 1907 bestätigte Papst Pius X. die Ernennung. Die Bischofsweihe erfolgte am 6. Januar 1908.